# Opus Arena
Die Opus Arena (auch als Stadion Pampas bekannt) ist ein Fußballstadion im Stadtteil Retfala der kroatischen Stadt Osijek. Der vereinseigene Neubau mit 13.005 Sitzplätzen am Ufer der Drau wurde zur Saison 2023/24 die neue Heimspielstätte des Fußballvereins NK Osijek. Der Name „Stadion Pampas“ stammt von dem Gebiet, auf dem die Anlage erbaut wurde. Der NK Osijek wechselte vom städtischen Stadion Gradski vrt von 1980 in die Opus Arena.

## Geschichte
Am 19. April 2018 kündigte der NK Osijek unter dem Titel Pampas 2020 den Bau ein neues Stadions und einer Fußballschule, auf 15,3 ha Gesamtfläche, an. Damals sollte die neue Heimat noch 12.000 Plätze bieten und spätestens 2020 fertiggestellt sein. Die Kosten wurden auf 35 Mio. Euro angesetzt. Die geplanten Abmessungen des neuen Stadions betragen 188 × 150 m und sollen die Höhe eines siebenstöckigen Gebäudes (22,5 m) erreichen. Des Weiteren wurden als Teil der V.I.P.-Tribüne im Westen eine Sauna, einen Whirlpool und eine Champagner-Lounge, 70 behindertengerechte Plätze, ein Pressebereich für etwa hundert Journalisten, einen V.I.P.-Bereich mit 450 Sitzplätzen und weitere 100 in der Sky-Loge geplant. Neben dem Stadion mit beheizten und bewässerten Hybridrasen beherbergt das Gelände die Fußballschule des Clubs mit sieben Trainingsplätzen (drei mit Naturrasen, drei mit Kunstrasen und ein Hybridrasen wie im Stadion) mit Flutlicht. Alle Plätze haben die UEFA-konformen Maße von 105 × 68 m. Zwei Plätze sind mit Tribünen mit 108 Sitzplätzen und eine mit 204 Sitzplätzen ausgestattet. Die Opus Arena verfügt über 890 Parkplätze, 244 behindertengerechte Plätze sowie 90 Presseplätze. In der südöstlichen Ecke befindet sich ein Fanshop. Daneben bieten sich Unterhaltungsmöglichkeiten für die Spieler. Fast um das ganze Stadion wird das weit nach außen ragende Dach durch dünne Stützen getragen. Die neue Spielstätte verfügt über einen umlaufenden und überdachten Tribünenring. Die Kunststoffsitze in Weiß und verschiedenen Blautönen (Vereinsfarben) sind mosaikartig angeordnet. Die Fassade soll in verschiedenen Farben beleuchtbar sein. Die Kosten belaufen sich mittlerweile auf rund 65 Mio. Euro. Am 27. März 2023 erhielt der Bau die Nutzungserlaubnis.
Das Stadion trägt den Sponsorennamen der ungarischen Holding Opus Global. Lőrinc Mészáros, der Besitzer des NK Osijek, ist auch an Opus Global beteiligt. Auf der Westtribüne befinden sich die Logen. Die Gästefans sind auf der Nordtribüne untergebracht. Im Osten haben die Heimfans ihren Platz. Auf der Südtribüne ist die Fangruppe „Kohorta“ ansässig. Das Stadion ist in die Stadionkategorie 4 eingestuft und erfüllt die Anforderungen der HNL und der UEFA. Es bietet ein Restaurant, Café und 13 Vier-Sterne-Zimmer für die Spieler. Unter dem Stadiondach, in der südöstlichen und nordwestlichen Ecke, sind zwei Videoanzeigetafeln montiert.
Am 22. Juli 2023 fand die Einweihung statt. Im darauf folgenden ersten Ligaspiel der Saison gewann der NK Osijek vor 9992 Zuschauern mit 6:1 gegen den NK Slaven Belupo Koprivnica. Den ersten Treffer in der neuen Arena erzielte in der 4. Minute Ramón Miérez für die Gastgeber.

## Länderspiele

### Männer
- 12. Okt. 2023:  Kroatien –  Türkei 0:1 (Qualifikation zur EM 2024) – 12.812 Zuschauer[8]
- 08. Sep. 2024:  Kroatien –  Polen 1:0 (UEFA Nations League 2024/25) – 12.612 Zuschauer[9]

### Frauen
- 23. Feb. 2024:  Kroatien –  Norwegen 0:3 (Play-offs der UEFA Women’s Nations League 2023/24) – 3132 Zuschauer[10]